# 中種子道路
中種子道路（なかたねどうろ）は、鹿児島県熊毛郡中種子町内を通る延長6.6kmの国道58号のバイパス道路である。

## 概要
中種子町田島を起点とし、南界小・中学校周辺や坂井集落を経て終点の同町長谷へ至る。周辺に立切遺跡等の遺跡が点在し、また町教育委員会に遺跡調査員が不足していることにより、発掘調査、用地取得に時間を要した。

### 路線データ
- 区間：鹿児島県熊毛郡中種子町田島 - 鹿児島県熊毛郡中種子町長谷
- 全延長：6.6km
- 道路規格：第1種第3級
- 設計速度：60km/h
- 車線数：4車線
- 計画交通量 : 4200台/日

## 歴史
- 1994年 (平成6年) : 事業化、用地着手[1]。
- 1995年 (平成7年) : 工事着手[1]。
- 2008年 (平成20年) 
  - 9月10日 : 供用開始[2]。

## 交差する道路
- 鹿児島県道75号西之表南種子線
- 鹿児島県道588号野間島間港線